# Baulay
Baulay ist eine französische Gemeinde im Département Haute-Saône in der Region Bourgogne-Franche-Comté.

## Geographie
Baulay liegt auf einer Höhe von 219 m über dem Meeresspiegel, neun Kilometer südöstlich von Jussey und etwa 22 Kilometer nordwestlich der Stadt Vesoul (Luftlinie). Das Dorf erstreckt sich im zentralen Teil des Departements, in der Talebene östlich der Saône, gegenüber von Fouchécourt.
Die Fläche des 8,22 km² großen Gemeindegebiets umfasst einen Abschnitt im Bereich des oberen Saônetals. Die westliche Grenze verläuft stets entlang der Saône, die hier durch eine Alluvialniederung nach Süden fließt. Die Talebene liegt durchschnittlich auf 215 m und weist eine Breite von ungefähr zwei Kilometern auf. Der Fluss ist zur Wasserstraße ausgebaut und besitzt bei Baulay eine Bootsanlegestelle.
Vom Flusslauf erstreckt sich das Gemeindeareal ostwärts über die Talaue, die überwiegend landwirtschaftlich genutzt wird, bis auf die angrenzenden bewaldeten Höhen, die aus einer Wechsellagerung von sandig-mergeligen und kalkigen Sedimenten der unteren Jurazeit (Lias) bestehen. Mit 292 m wird auf der Waldkuppe nördlich des Dorfes die höchste Erhebung von Baulay erreicht. Begrenzt wird das Gebiet durch zwei linke Zuflüsse der Saône, im Norden durch den Ruisseau de Révillon, im Süden durch die Superbe. Ganz im Osten reicht der Gemeindeboden auf die Anhöhe des Haut de Gilet (259 m).
Nachbargemeinden von Baulay sind Montureux-lès-Baulay und Buffignécourt im Norden, Amance im Osten, Faverney und Purgerot im Süden sowie Fouchécourt im Westen.

## Geschichte
Erstmals urkundlich erwähnt wird Baulay im Jahr 1297. Im Mittelalter gehörte das Dorf zur Freigrafschaft Burgund und darin zum Gebiet des Bailliage d’Amont. 1595 wurde der Ort von Truppen unter Tremblecourt gebrandschatzt und während des Dreißigjährigen Krieges erneut zerstört. Zusammen mit der Franche-Comté gelangte Baulay mit dem Frieden von Nimwegen 1678 definitiv an Frankreich.

## Sehenswürdigkeiten
Die Dorfkirche St. Bartholomäus in Baulay wurde im 18. Jahrhundert errichtet. Die Friedhofskapelle stammt aus dem 19. Jahrhundert und besitzt einen Altar von 1677 und eine Madonnenstatue aus dem 17. Jahrhundert. Auf dem Dorfplatz steht ein Rundbrunnen mit mächtigem Obelisk.

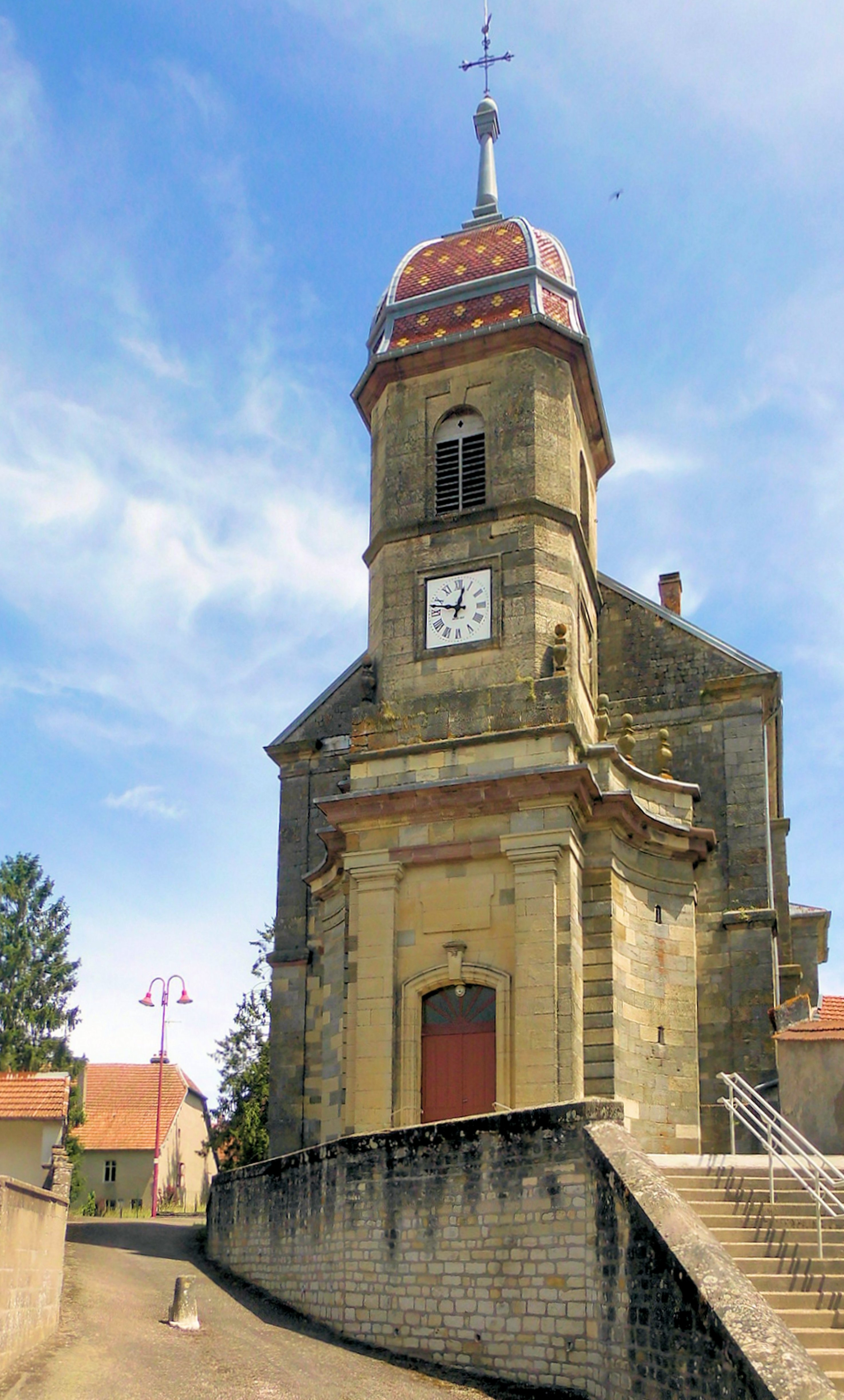
Kirche St. Bartholomäus
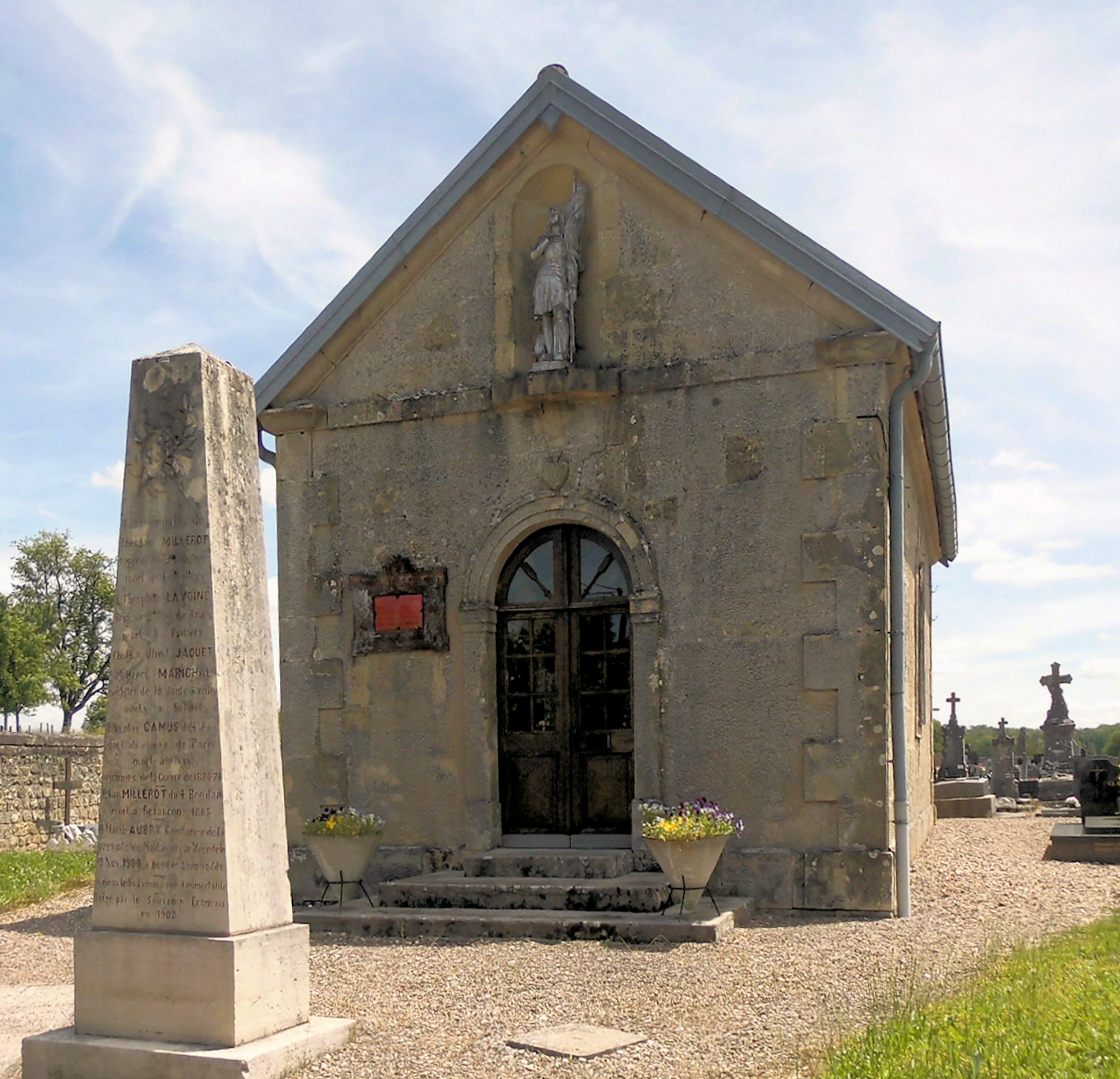
Friedhofskapelle Saint-Thiébaud
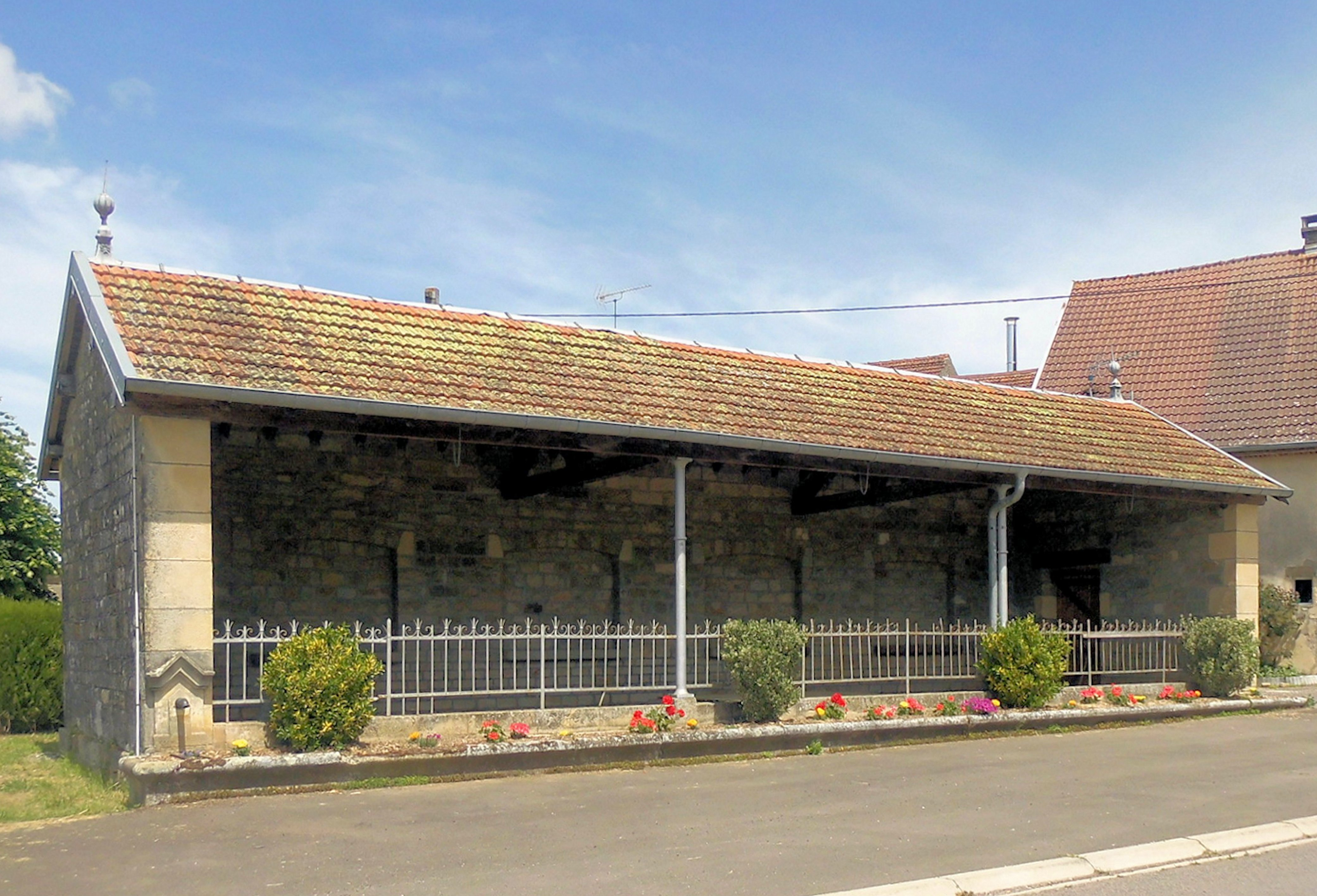
Ehemaliges Waschhaus in Baulay

## Bevölkerung
| Jahr                       | 1962 | 1968 | 1975 | 1982 | 1990 | 1999 | 2006 | 2018 |
| Einwohner                  | 520  | 508  | 403  | 378  | 338  | 299  | 317  | 304  |
| Quellen: Cassini und INSEE |      |      |      |      |      |      |      |      |

Mit 323 Einwohnern (1. Januar 2022) gehört Baulay zu den kleineren Gemeinden des Départements Haute-Saône. Nachdem die Einwohnerzahl in der ersten Hälfte des 20. Jahrhunderts stets im Bereich zwischen 410 und 570 Personen gelegen hatte, wurde seit Beginn der 1960er Jahre ein kontinuierlicher Bevölkerungsrückgang verzeichnet. Seither nahm die Bevölkerungszahl um rund 40 % ab.

## Wirtschaft und Infrastruktur
Baulay war bis weit ins 20. Jahrhundert hinein ein vorwiegend durch die Landwirtschaft (Ackerbau, Obstbau und Viehzucht) und die Forstwirtschaft geprägtes Dorf. Heute gibt es einige Betriebe des lokalen Kleingewerbes. In den letzten Jahrzehnten hat sich das Dorf zu einer Wohngemeinde gewandelt. Viele Erwerbstätige sind deshalb Wegpendler, die in den größeren Ortschaften der Umgebung und in der Agglomeration Vesoul ihrer Arbeit nachgehen.
Der Ort liegt abseits der größeren Durchgangsachsen nahe einer Departementsstraße, die von Amance nach Gevigney führt. Weitere Straßenverbindungen bestehen mit Amoncourt, Buffignécourt und Fouchécourt. Durch das Gemeindegebiet verläuft die 1858 eröffnete Eisenbahnlinie von Vesoul nach Langres.